# 平野春逸
平野 春逸（ひらの しゅんいつ、1909年10月1日-1992年8月23日）は、日本の医学者。医学博士。専門は生理学、解剖生理学。福岡大学名誉教授。クラシック音楽レコードの愛好収集する音楽評論家でもあり、また、ツバキの愛好収集家としても知られた。

## 人物
鹿児島市出身で医師の長男。鹿児島女子師範学校附属小学校から旧制鹿児島県立第二鹿児島中学校（現鹿児島県立甲南高等学校）に入学し、1927年卒業。県立鹿児島病院研究補助員を務めた後、九州医学専門学校（現・久留米大学医学部）に入学。九州医学専門学校を1933年に卒業して、一度鹿児島へ戻り県立鹿児島病院の医員を翌年まで務める。1934年には九州医学専門学校内科に入局して、1936年には放射線科へ転じ、1937年に医局長となる。1938年から九州帝国大学（九州大学）講師、1940年から鐘紡博多工場医長。1943年の九州帝国大学医学部附属臨時医学専門部の設立時に助教授として迎えられるが、1944年に生理学教室助手に転じて研究を積み、1948年にあらためて九州大学講師となる。1948年旧制福岡女子専門学校教授に就任し、1950年から新制福岡女子大学助教授。1955年に論文「COガス中毒時、O2欠乏時及びCO2ガス中毒時の呼吸曲線の変化について」によって九州大学より医学博士号授与。
その後、福岡女子大学教授を経て、1960年に福岡大学教授となる。福岡大学では薬学部教授を務め、大学図書館の音楽鑑賞講座に自身のクラシック音楽レコードを提供。また、旧制中学生時代に実家2階の勉強部屋から見えた隣家のツバキに魅了されて以来、生涯ツバキを愛好。自宅に椿庭園を設け、全国のツバキ約600種約3000本を収集した。ツバキの写真も大量に撮り遺し、妻の手によって没後写真集が刊行された。また附属小のセンダンの木や第二鹿児島中のセンダン並木の思い出が深かったため、那珂川沿いや福岡大学薬学部薬草園のセンダンの写真も多く撮った。